# La buena gente del campo
"La buena gente del campo" es un cuento de Flannery O’Connor. Se publicó en 1955 en su colección de relatos Un hombre bueno es difícil de encontrar. Devota del Catolicismo romano, O’Connor suele utilizar temas religiosos en sus trabajos. Muchos consideran que esta es una de sus grandes historias. 

## Argumento
La Sra. Hopewell tiene una granja en la Georgia rural, que dirige con la ayuda de sus inquilinos, el señor y la señora Freeman. La hija de la señora Hopewell, Joy, tiene 32 años y perdió su pierna en su infancia por un accidente de tiro. Joy es atea y tiene un doctorado en filosofía, pero a su madre le parece insensible, y en un acto de rebelión contra su madre, Joy cambió su nombre a “Hulga”, el nombre más feo que la Sra. Hopewell puede imaginar. 
Un vendedor de Biblias, que se presenta como Manley Pointer, visita la familia y es invitado para la cena a pesar de la falta de interés de los Hopewell en comprar Biblias. La señora Hopewell cree que Manley es “buena gente del campo”. Mientras sale de la casa, Pointer invita a Joy a un pícnic para la tarde siguiente, y ella se imagina seduciendo al inocente vendedor de biblias. Durante la cita, él la persuade para subir al desván de un granero, le quita las gafas y la convence de quitarse su pierna prostética. Entonces, saca una Biblia ahuecada que contiene una botella de whisky, tarjetas de contenido sexual y algunos condones. Entonces, él intenta que beba un  poco del licor, pero ella lo rechaza. En ese momento, desaparece con su pierna tras decirle que colecciona prótesis de personas discapacitadas, y tras decirle que es un ateo nihilista. 
En "La buena gente del campo", O’Connor utiliza la ironía y un sentido cómico bien controlado para mostrar el mundo moderno tal y como es, sin visión ni conocimiento. Como en la historia de O’Connor “Un hombre bueno es difícil de encontrar” (“A good man is hard to find”), un extraño, engañosamente educado pero en última instancia malvado, se inmiscuye en una familia con consecuencias fatales. En el caso de Hulga, a pesar de sus avanzados títulos académicos, es incapaz de ver lo que es malo, y la perspectiva estereotipada de su madre resulta ser igualmente engañosa y falsa.

## Personajes
Hulga (Joy): Joy es hija de la señora Hopewell y tiene 32 años. Cuando tenía 10 años, tuvo un accidente en el que la dispararon en la pierna, lo que llevó a su amputación y desde entonces lleva una pierna prostética. A los 21 años se cambió legalmente su nombre por el de Hulga, aunque su madre la siguió llamando Joy. A pesar de que Hulga quiere estar lejos del campo, pues debido a sus estudios siente que está por encima de ellos, no abandona la casa de su madre por cuestiones de salud.  No obstante, suele tener desencuentros con su progenitora, que es católica, al contrario que ella, que es nihilista. Hulga se caracteriza por su mal carácter, por ser victimista  y por su sentimiento de superioridad. Sin embargo, tras esa apariencia, es una persona vulnerable: no solo por su pierna ortopédica y su corazón débil, sino también porque se siente extremadamente sola. Además, a pesar de tener gran conocimiento de los libros, no tiene experiencia sobre el mundo real, lo que le hace vulnerable ante el antagonista de la historia.  
Manley Pointer o el vendedor de Biblias: Manley Pointer es el antagonista de la historia. En un inicio, el vendedor de Biblias es presentado como un personaje católico (y por ende, bueno), vulnerable y trabajador. Sin embargo, Manley Pointer resulta ser un personaje sibilino, manipulador y controlador,  que actúa como vendedor de Biblias para conseguir sus objetivos (coleccionar prótesis). Al igual que Hulga, es nihilista.    
Señora Hopewell: La  Sra. Hopewell es la madre de Joy y la única propietaria de la granja. Es representada como una mujer llena de clichés, llena de esperanza, sobreprotectora (como vemos en su comportamiento con Hulga) y educada, aunque eso le lleve a ser hipócrita. De religión católica, quiere que su hija también sea creyente, sin éxito.  
Señora Freeman: La Sra. Freeman, junto con su marido el Sr. Freeman, es la inquilina y trabajadora en la granja de la Sra. Hopewell. Suele estar a su lado, y cuando están juntas, la relación de poder entre ambas es visible; y suelen tener conversaciones generales, poco comprometidas. No obstante, por su intervención final, demuestra ser uno de los personajes más capacitados para ver la complejidad del mundo y de las personas.  
Sr. Freeman: El Sr. Freeman es el marido de la Sra. Freeman. Es considerado un buen granjero, hecho respaldado por su experiencia en la granja de la Sra. Hopewell (4 años). 
Glynese: Es una de las hijas de la Sra. Freeman. Tiene 18 años y es bastante popular entre los chicos. Hulga se refiere a ella como Glycerin. 
Carramae: Es la otra hija de la Sra. Freeman. Con 15, ya está casada y embarazada. Hulga la llama Caramel. 

## Análisis e interpretación

### Religión
En las obras de Flannery O’Connor suele haber un prisma religioso, normalmente desde su perspectiva católica. En “Buena gente del campo” vemos que la religión en los personajes, especialmente en Joy-Hulga. No solo el cambio de un nombre a otro suele estar relacionado con esa pérdida de la fe, sino también la raíz de ello, es decir, su pierna. Con la amputación de esta, Joy se convierte en Hulga, y desde entonces es no cree en nada. Sin embargo, esto le hace ser espiritualmente inocente., lo que resulta ser fatal para ella: al pensar que Pointer, por (aparentemente) practicar el cristianismo, era por ende bueno; confiando en él y siendo finalmente manipulada, robada y abandonada. Con ello, O'Connor no solo quiere mostrar los prejuicios, sino también se enfoca en cuan los personajes nihilistas, acaban siendo condenados por su propia superioridad moral y por sus vicios; siendo aquellos que tienen el momento de gracia y los que más redención necesitan.

### Familia
En la mayoría de las historias de Flannery O’Connor, aparecen familias con algún defecto, como es en este caso, en la relación madre-hija. Cabe destacar que en estas relaciones, O’Connell suele presentar una relación negativa. A pesar de que la Sra. Hopewell es una viuda que gestiona la granja y apoyó económicamente a su hija en los estudios y  con su salud, en el relato vemos que Hulga no es agradable con ella. Esto se debe a que, a pesar de apoyarla en su formación académica, su madre piensa que debería haber estudiado algo que le hiciese de provecho, como ella dice, debería haber sido  “enfermera”, “profesora” o “ingeniera química”. No obstante, Hulga expresa su malestar no solo con su carácter, sino también al cambiarse legalmente su nombre. La Sra. Hopewell trata de ser paciente, positiva y transmitirle estas maneras. 
En “La buena gente del campo” también vemos otra familia, la familia Freeman. Destacan las diferencias entre Hulga y Carramae y Glynese: por una parte, Hulga está en sus 30 y no es popular entre los hombres, al contrario que las adolescentes de los Freeman. Estas últimas son una “caricatura”  de una familia sureña común de los 50, especialmente de la zona rural; mientras que Joy, a pesar de no haber tenido una adolescencia normal por su prótesis,   es representada como una mujer de clase media de una ciudad.

### Teoría feminista
En la obra, hay diversos personajes femeninos, mientras que hay dos personajes masculinos, y uno de ellos es el antagonista. Para empezar, podemos observar que tanto la Sra. Hopewell como la Sra. Freeman suelen estar en la cocina, lugar que suele relacionarse con el mundo femenino. Es en este espacio donde suelen conversar ambas mujeres, pero también es evitado por Hulga. Esta, se encuentra lejos del ideal femenino de los años 50: su apariencia no es canónica, es muy independiente, es una mujer con mucho estudios y no se caracteriza por su amabilidad. Por esta razón destaca con las hijas de los Freeman, consideradas parte del canon, no solo por su apariencia, sino por su feminidad y por ser productivas para la sociedad. De este modo, Hulga toma un rol más masculino, a pesar de no pertenecer a este mundo por completo. Esto le lleva a que, cuando conoce a Pointer, le mienta sobre su edad: para volver a esa feminidad, evocar la juventud y en cierta manera la inocencia. A pesar de ello, no es hasta que Hulga resulta "violada", es decir, cuando el falso vendedor de Biblias le roba la prótesis, cuando vuelve, por completo, a su más completa feminidad